# Overeenkomst betreffende passagiersschepen gebezigd op bijzondere reizen
De Overeenkomst betreffende passagiersschepen gebezigd op bijzondere reizen (Special Trade Passenger Ships Agreement, STP-overeenkomst) is een internationaal verdrag uit 1971 dat het transport van pelgrims door passagiersschepen beschrijft. Het werd ontworpen door de Internationale Maritieme Organisatie en werd van kracht in 1974. Een protocol met aanvullende eisen over de minimale ruimte, SPACE STP 1973, werd afgesloten op 13 juli 1973 en werd van kracht op 2 juni 1977.